# Goniocidaris umbraculum
Goniocidaris umbraculum är en sjöborreart som först beskrevs av Hutton 1872.  Goniocidaris umbraculum ingår i släktet Goniocidaris och familjen piggsvinssjöborrar. Inga underarter finns listade i Catalogue of Life.